# Vestur-Barðastrandarsýsla
Vestur-Barðastrandarsýsla est un comté islandais, situé dans la région des Vestfirðir. 

## Géographie
Sa localisation est la suivante : Latitude : 65,6667 ; Longitude : -23,5. Sa hauteur moyenne est de plus de six cents mètres. Le comté a des côtes sur l'océan Atlantique. La superficie de ce comté couvre un territoire de 1519 kilomètres carrés. Le fuseau horaire utilisé est le même que celui utilisé dans tout le pays, Atlantique/Reykjavik.

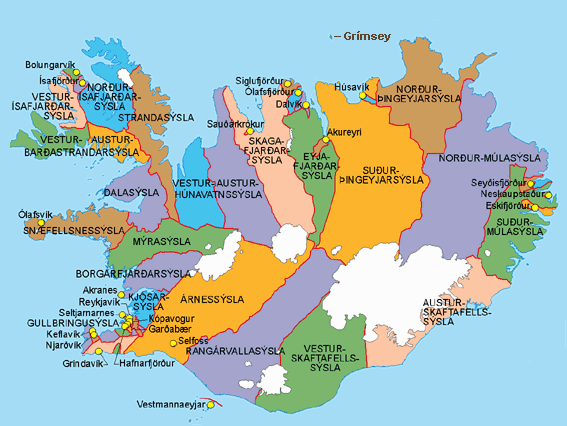
Carte avec les comtés islandais. Vestur-Barðastrandarsýsla est située au nord-ouest du pays et est peinte en vert foncé.

## Localités de Vestur-Barðastrandarsýsla
| Localités                                 | Altitude    | Population   |
| ----------------------------------------- | ----------- | ------------ |
| Bíldudalur                                | 10000 pieds | 29 habitants |
| Breidhavik                                | 351 pieds   | 42 habitants |
| Brekkuvellir                              | 147 pieds   | 42 habitants |
| Brjanslaekur                              | 42 pieds    | 25 habitants |
| Geirseyri                                 | 0 pieds     | 43 habitants |
| Hagi                                      | 32 pieds    | 28 habitants |
| Hnjotur                                   | 318 pieds   | 48 habitants |
| Hvallatur                                 | 101 pieds   | 16 personas  |
| Muli                                      | 0 pieds     | 28 habitants |
| Nordhurbotn                               | 649 pieds   | 96 habitants |
| Patreksfjörður                            | 0 pieds     | 43 habitants |
| Saudhlauksdalur                           | 416 pieds   | 50 habitants |
| Saurbaer                                  | 492 pieds   | 49 habitants |
| Selardalur                                | 882 pieds   | 42 habitants |
| Stori Laugardalu                          | 0 pieds     | 76 habitants |
| Sveinseyri                                | 78 pieds    | 92 habitants |
| Tunga                                     | 16 pieds    | 48 habitants |
| Tunga (Il y a deux localités avec ce nom) | 147 pieds   | 94 habitants |
| Vatneyri                                  | 0 pieds     | 43 habitants |

## Population
La population totale du comté est de 934 habitants. La densité de population au sein du comté de Vestur-Barðastrandarsýsla est de 0,61 habitants au km².